# Первич, Сюзанна
Сюзанна Первич (англ. Susanna Perwich; 23 сентября 1636, Лондон — 1661) — английский музыкант и композитор.

## Биография
Сюзанна Первич родилась 23 сентября 1636 года в Лондоне. Её мать руководила музыкальной школой, где училась и сама Сюзанна. Преподавателями в школе были выдающиеся музыканты; впоследствии Сюзанна также помогала вести занятия. С ранних лет она играла на нескольких инструментах, включая клавесин, виолу и лютню, а также пела, танцевала и сочиняла музыку. Её музыкальный талант был широко известен, и услышать её игру стремились как англичане, так и иностранцы.
Большим горем для Сюзанны стала ранняя смерть молодого человека, с которым она была помолвлена. Будучи глубоко религиозной, Сюзанна искала утешения в вере и полностью посвятила себя молитве. Она отвергла несколько предложений, сделанных ей другими поклонниками, и отказалась от всех мирских радостей, включая занятия музыкой.
В июне 1661 года Сюзанна простудилась и тяжело заболела. Болезнь оказалась смертельной, и Сюзанна скончалась в возрасте 25 лет. После её смерти родственник Сюзанны, священник Джон Бетчилер, написал её краткую биографию, «The Virgins Pattern: In the Exemplary Life, and Lamented Death of Mrs. Susanna Perwich», которая и является основным источником сведений о Сюзанне Первич. Примечательно, что Бетчилер, превознося музыкальный гений Сюзанны, считает нужным заметить, что она также хорошо готовила и шила. Он также хвалит её за то, что на музыкальных инструментах она играла скромно и с достоинством, без лишних движений и чрезмерной мимики.